# James Bogardus
James Bogardus (Catskill, 14 marzo 1800 – New York, 13 aprile 1874) è stato un architetto e inventore statunitense.

## Biografia

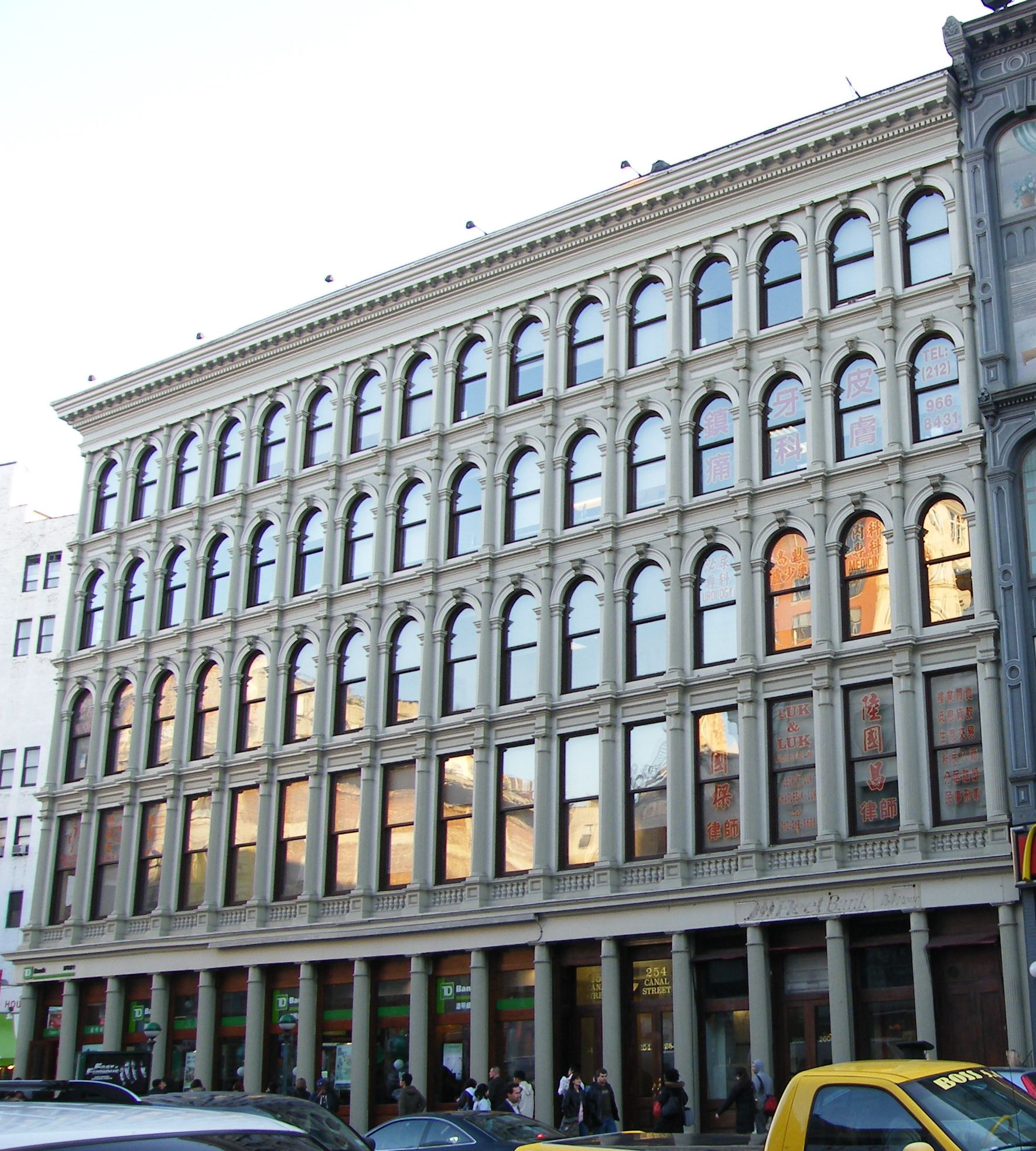
Il 254 Canal Street di James Bogardus, edificio di New York, fu aggiunto al Registro Nazionale dei Luoghi Storici nel 1985

Architetto e inventore statunitense, James Bogardus nacque a Catskill il 14 marzo del 1800.
Personalità dotata di grande ingegno, e difatti realizzò numerose invenzioni, fu il promotore di una rivoluzione tecnico-costruttiva nel campo dell'edilizia dei magazzini e dei palazzi commerciali, possibile in un paese con una fiorente industria siderurgica.
Dopo aver viaggiato in Europa (1836-1840), sviluppò in America uno stile architettonico innovativo che coniugava alla ricchezza formale una tecnica edilizia d'avanguardia, incentrata sull'utilizzo del ferro con funzioni strutturali e decorative,risultando un pioniere della struttura portante a scheletro metallico, e contribuendo a diffondere le costruzioni in ghisa, che divenne comunemente usata negli edifici industriali e commerciali americani dal 1850 a 1880.
Il suo metodo prevedeva la spedizione di sezioni prefabbricate dalla sua fabbrica di New York ai cantieri, e consisteva nel sostenere il peso della costruzione per colonne, piuttosto che per le pareti, facendo compiere un passo fondamentale in avanti verso lo sviluppo successivo di scheletri e grattacieli.
Lavorò principalmente a New York, realizzando vari edifici industriali a più piani. Tra le opere principali si ricordano: nel 1848, una casa di cinque piani con colonne portanti in ferro, cioè con le pareti esterne sostituite da colonne in ferro; i Laing Stores edificati a New York nel (1849); il progetto per la prima Fiera Mondiale Americana a New York (1853); nel 1854 la sede della casa editrice Harper and Brothers Palace in ferro e vetro;la demolita Shot Tower (1855).
Pubblicò Cast Iron Building (1858),nel quale si autodefinì "architetto in ferro".
Come inventore si mise in evidenza per un mezzo per incidere i francobolli governativi, per l'anello usato per molti anni nella filatura del cotone, per il taglio della gomma, per la spremitura del vetro e per le macchine per sondare e perforare in mare profondo.

## Opere
- Casa di cinque piani con colonne portanti in ferro, New York (1848);
- Laing Stores, New York (1849);
- Fiera Mondiale Americana, New York (1853);
- Sede della casa editrice Harper and Brothers Palace in ferro e vetro (1854);
- Shot Tower (1855).